# Serraulax bruesi
Serraulax bruesi är en stekelart som först beskrevs av Josef Fahringer 1935.  Serraulax bruesi ingår i släktet Serraulax och familjen bracksteklar. Inga underarter finns listade i Catalogue of Life.